# Storeria hidalgoensis
Espèce
Synonymes
- Storeria occipitomaculata hidalgoensis Taylor, 1942

Statut de conservation UICN

 VU B1ab(iii) : Vulnérable
Storeria hidalgoensis est une espèce de serpents de la famille des Natricidae. 

## Répartition
Cette espèce est endémique du Mexique. Elle se rencontre dans les États d'Hidalgo, du Querétaro de Tamaulipas.

## Étymologie
Son nom d'espèce, composé de hidalgo et du suffixe latin -ensis, « qui vit dans, qui habite », lui a été donné en référence au lieu de sa découverte, l'État d'Hidalgo.

## Publication originale
- Taylor, 1942 : Mexican snakes of the genera Adelophis and Storeria. Herpetologica, vol. 2, no 4, p. 75-79.